# Cristian Arias
Cristian Arias Cruz (* 8. Juni 1976) ist ein ehemaliger peruanischer Radrennfahrer und nationaler Meister im Radsport.

## Sportliche Laufbahn
2001 gewann er die Peruanische Meisterschaft im Straßenrennen der Männer und wurde Dritter des Titelkampfes im Einzelzeitfahren.
2013 gewann er die Gesamtwertung des Etappenrennens Trepada Cerro San Cristobal CC Pando, in dem er 2011 bereits einen Tageserfolg erzielen konnte. 2016 wurde er Zweiter der Rundfahrt Tour del Pavo CC Pando hinter Nige Guiterrez. 2019 gewann er eine Etappe im Rennen Torneo CC Bicileo Trujillo.